# Ivan Gašparovič
Ivan Gašparovič (ur. 27 marca 1941 w Poltárze) – słowacki polityk, prawnik i nauczyciel akademicki, profesor prawa, przewodniczący Rady Narodowej, prezydent Słowacji od 15 czerwca 2004 do 15 czerwca 2014.

## Życiorys
Urodził się w miejscowości Poltár, w pobliżu Łuczeńca. Jego ojciec, Vladimir Gašparović, wyemigrował do Słowacji z Rijeki w Chorwacji pod koniec I wojny światowej i pracował jako nauczyciel w gimnazjum w Bratysławie.
W latach 1959–1964 odbył studia prawnicze na Wydziale Prawa Uniwersytetu Komeńskiego w Bratysławie. Podjął pracę w prokuraturze w Martinie, a następnie w Bratysławie. Był członkiem Komunistycznej Partii Czechosłowacji, deklarował poparcie dla reform Alexandra Dubčeka. Został z wykluczony z partii komunistycznej po inwazji wojsk Układu Warszawskiego na Czechosłowację w 1968.
Od 1968 do lipca 1990 był nauczycielem akademickim w instytucie prawa karnego, kryminologii i kryminologii na Wydziale Prawa Uniwersytetu Komeńskiego w Bratysławie. W międzyczasie doktoryzował się i objął stanowisko profesora. W lutym 1990 został prorektorem macierzystej uczelni. W 1989 zakładał niezależne od władz stowarzyszenie prawnicze, w którym pełnił funkcję współprzewodniczącego i z którym wspierał aksamitną rewolucję.
W lipcu 1990 został mianowany przez prezydenta Václava Havla prokuratorem generalnym Czeskiej i Słowackiej Republiki Federacyjnej. Stanowisko to zajmował do marca 1992. Dołączył do Ruchu na rzecz Demokratycznej Słowacji (HZDS), kierowanego przez Vladimíra Mečiara. Z jego listy uzyskał mandat posła do Słowackiej Rady Narodowej, obejmując funkcję jej przewodniczącego. W tym samym roku był jednym z autorów Konstytucji Republiki Słowackiej z 1 września 1992. Od 1 stycznia 1993 był przewodniczącym Rady Narodowej (powstałej z przekształcenia dotychczasowego parlamentu). W wyborach w 1994 i 1998 z powodzeniem ubiegał się o poselską reelekcję, zasiadając w Radzie Narodowej do 2002. Na czele parlamentu stał do października 1998. Od marca do października 1998 wspólnie z premierem wykonywał obowiązki głowy państwa po zakończeniu kadencji prezydenta Michala Kováča i wobec braku jego następcy. W ramach HZDS pełnił funkcję wiceprzewodniczącego.
W lipcu 2002 wraz z kilkoma innymi członkami opuścił Ruch na rzecz Demokratycznej Słowacji. Było to efektem trwającego już konfliktu z Vladimírem Mečiarem i wykreślenia Ivana Gašparoviča z listy kandydatów w kolejnych wyborach parlamentarnych. 12 lipca wraz ze swoimi zwolennikami założył Ruch dla Demokracji, nową opozycyjną partię, której został liderem. We wrześniu tegoż roku jego ugrupowanie otrzymało w wyborach 3,3% głosów, nie przekraczając wyborczego progu. Ivan Gašparovič powrócił wówczas do działalności naukowej na Wydziale Prawa Uniwersytetu Komeńskiego.
W 2004 wystartował w wyborach prezydenckich. Początkowo poparły go własne ugrupowanie i Unia Ludowa, a w sondażach plasował się na niższych miejscach. Do głosowania na niego wezwał w trakcie kampanii wyborczej Robert Fico, lider zyskującej popularność opozycyjnej partii SMER. W pierwszej turze głosowania z 3 kwietnia Ivan Gašparovič otrzymał 22,3% głosów, nieznacznie pokonując Eduarda Kukana. Przeszedł do drugiej tury z Vladimírem Mečiarem, którego poparło 32,7% głosujących. W głosowaniu z 17 kwietnia Ivan Gašparovič pokonał byłego premiera, otrzymując 59,9% głosów. Urząd prezydenta objął 15 kwietnia 2004.
W 2009 z powodzeniem ubiegał się o reelekcje w kolejnych wyborach. W pierwszej turze dostał najwięcej głosów (46,7%). W drugiej pokonał centroprawicową kontrkandydatkę Ivetę Radičovą, otrzymując poparcie na poziomie 55,5%. Drugą pięcioletnią kadencję zakończył 15 czerwca 2014.

## Odznaczenia i wyróżnienia
Otrzymane z urzędu (2002)
- Order Andreja Hlinki I klasy
- Order Ľudovíta Štúra I klasy
- Krzyż Milana Rastislava Štefánika I klasy
- Krzyż Pribiny I klasy

Otrzymane przed rozpoczęciem kadencji
- Order Andreja Hlinki I klasy[4]

Odznaczenia państw obcych
- Krzyż Wielki Orderu Witolda Wielkiego – 2005, Litwa[5]
- Krzyż Wielki z Łańcuchem Orderu Zasługi – 2007, Włochy[6]
- Łańcuch Orderu Izabeli Katolickiej – 2007, Hiszpania[7]
- Wielki Łańcuch Orderu Świętego Jakuba od Miecza – 2008, Portugalia[8][9]
- Wielki Order Króla Tomisława – 2008, Chorwacja[10]
- Order Orła Białego – 2009, Polska[11]
- Order Słonia – 2012, Dania[12]
- Krzyż Wielki z Łańcuchem Orderu Lwa Białego – 2013, Czechy[13]
- Krzyż Wielki Orderu Odrodzenia Polski – 2014, Polska[14]